# 신당산대형 (1998년 영화)
《신당산대형》(新唐山大兄: Shanghai Affairs)은 홍콩에서 제작된 견자단 감독의 1998년 영화이다. 견자단, 주인 등이 주연으로 출연하였고 Chun Fai Lau 등이 제작에 참여하였다. 이 영화는 견자단 감독의 2번째 감독 장편 영화이다.

## 출연

### 주연
- 견자단
- 주인
- 바오치징
- 우영광

## 기타
- 미술: 데이비드 로(David Lo)